# Frederik Backaert
Frederik Backaert (Gent, 13 maart 1990) is een voormalig Belgisch wielrenner.
In 2012 liep Backaert stage bij Landbouwkrediet-Euphony. Na een jaar zonder contract tekende hij in 2014 bij Wanty-Groupe Gobert. In zijn eerste seizoen behaalde hij geen vooraanstaande resultaten. In zijn tweede seizoen werd hij onder meer zevende in de Ronde van de Finistère, een Franse 1.1-koers. Het laatste seizoen van zijn loopbaan zou de Vlaming rijden voor B&B Hotels p/b KTM.

## Overwinningen
7e etappe Ronde van Oostenrijk

## Resultaten in voornaamste wedstrijden
| Jaar | Ronde van Italië | Ronde van Frankrijk | Ronde van Spanje |
| ---- | ---------------- | ------------------- | ---------------- |
| 2015 |                  |                     |                  |
| 2016 |                  |                     |                  |
| 2017 |                  | 132e                |                  |
| 2018 |                  |                     |                  |
| 2019 |                  | 120e                |                  |
| 2020 |                  |                     |                  |
| 2021 |                  |                     |                  |

| Jaar | Gent-Wevelgem | Ronde van Vlaanderen | Parijs-Roubaix | Scheldeprijs | Parijs-Tours |
| ---- | ------------- | -------------------- | -------------- | ------------ | ------------ |
| 2015 |               | 133e                 | 25e            | 106e         | 64e          |
| 2016 |               | 49e                  | 22e            | 63e          | 60e          |
| 2017 |               | 39e                  | opgave         | 29e          | 38e          |
| 2018 |               | 38e                  |                |              |              |
| 2019 | opgave        | 65e                  | 26e            | 109e         |              |
| 2020 | opgave        | opgave               |                | 82e          |              |
| 2021 |               | 102e                 |                |              |              |

## Ploegen
2012 –  Landbouwkrediet-Euphony (stagiair vanaf 1 augustus)
2014 –  Wanty-Groupe Gobert
2015 –  Wanty-Groupe Gobert
2016 –  Wanty-Groupe Gobert
2017 –  Wanty-Groupe Gobert
2018 –  Wanty-Groupe Gobert
2019 –  Wanty-Groupe Gobert
2020 –  B&B Hotels-Vital Concept p/b KTM
2021 –  B&B Hotels p/b KTM

## Tro Bro Léon
Backaert heeft een enorme liefde voor Tro Bro Léon, een Coupe de France-koers in Bretagne, waar de winnaar vroeger een varken kreeg. Backaert wou, als zoon van een landbouwersgezin, dat varken winnen. In 2017 werd hij nipt tweede. Tegenwoordig krijgt niet altijd de winnaar een varken, maar de eerste Bretoen die aankomt.
Amorison · Baestaens · Barbé · Bellemakers · Breyne · Bueken · Claeys · Cohnen · Commeyne · Delfosse · Devillers · De Waele · Helminen · Honig · Hovelijnck · Juodvalkis · Nys · K. Peeters · Planckaert · Stallaert · Traksel · Vanthourenhout · Backaert (stagiair) · Van Driessche (stagiair)
Backaert · Baugnies · De Greef · De Troyer · De Vreese · Degand · Drucker · Ghyselinck · Gilbert · Habeaux · Jans · M. Kreder · W. Kreder · Leukemans · Minnaard · Napolitano · Robert · Seeldraeyers · Selvaggi · Sijmens · Van Melsen · Vanlandschoot · Veuchelen · Maes (stagiair) · Seynaeve (stagiair)
Antonini · Backaert · Baugnies · De Greef · De Troyer · Devriendt · Dron · Eijssen · Gasparotto · Ghyselinck · Jans · Leukemans · Marcato · Minnaard · Napolitano · Robert · Selvaggi · Seynaeve · Van Melsen · Vanlandschoot · Veuchelen · Barroso (stagiair) · Callebaut (stagiair) · Stenuit (stagiair)
Antonini · Backaert · Baugnies · Degand · Dehaes · Devriendt · Doubey · Kreder · Levarlet · Martin · McNally · Meurisse · Minnaard · Napolitano · Offredo · Pasqualon · Smith · Stenuit · Van Keirsbulck · Van Melsen · Vanspeybrouck · Veuchelen · Dhaene (stagiair) · Gibbons (stagiair) · de Laat (stagiair)
Antonini · Backaert · Baugnies · De Clercq · Degand · Devriendt · Doubey · Dupont · Eiking · Kreder · Martin · McNally · Meurisse · Minnaard · Offredo · Pasqualon · Smith · Vallée · Van Keirsbulck · Van Melsen · Vanspeybrouck